# Lyster Hoxie Dewey
Lyster Hoxie Dewey (14 de marzo de 1865 - 27 de noviembre de 1944) fue un botánico, agrónomo estadounidense, aborigen de Cambridge, Míchigan. En 1888, se graduó en la Facultad de Agricultura de Míchigan, de la Universidad Estatal de Míchigan donde, en los siguientes dos años, enseñó botánica.
De 1890 a 1902, fue asistente botánico en el Ministerio de Agricultura de EE. UU., y, posteriormente, botánico a cargo de las investigaciones en fibras. En 1911, fue como representante de EE. UU. en el "Congreso Internacional de Fibras, en Surabaya, Java.
Realizó publicaciones comprendiendo boletines del USDA sobre producciones de fibras a partir de lino, cáñamo, sisal, y plantas de manila; sobre clasificaciones y orígenes de variedades de algodón; y también investigaciones sobre agrostología y problemática de malezas.

## Algunas publicaciones
- jason l. Merrill, lyster h. Dewey. 2006. Hemp Hurds as Paper-Making Material. USDA, Boletín Nº 404. 24 pp.

- lyster hoxie Dewey. 1965. Fibras vegetales y su producción en América. 3ª ed. de Centro Regional de Ayuda Técnica. 97 pp.

- ----------. 1943. Fiber production in the western hemisphere. Miscellaneous publ. 518 USDA. 95 pp.

- ----------. 1933. Bibliografía selecta sobre plantas fibrosas. Ed. Unión Panamericana, Oficina de Cooperación Agrícola. 20 pp.

- ----------. 1931. Sisal and henequen, plants yielding fiber for binder twine. Circular 186 (USDA) 12 pp.

- ----------. 1929. Ramie (Boehmeria nivea): a fiber-yielding plant. Miscellaneous publ. 110 USDA 12 pp.

- ----------. jason l. Merrill. 1916. Hemp hurds as paper-making material. Bull. 404 USDA. 26 pp.

- ----------. 1914. Hemp. Ed. USDA. 64 pp.

- ----------. 1913. Fibras empleadas en la manufactura de binder twine o hilo de engavillar. Informe presentado al USDA, Washington. Ed. Imprenta "El porvenir". 42 pp.

- ----------. 1910. The cultivation of hemp in the United States. Ed. Gov. printing office. 26 pp.

- ----------. 1906. Weeds: And how to kill them. Farmers' bull. USDA. 30 pp.

- ----------. 1906. Principal commercial plant fibers. USDA. 12 pp.

- ----------. 1897. Migration of weeds. Yearbook, USDA. 24 pp.

- ----------. 1896. Legislation against weeds. Ed. Gov. printing office. 60 pp.

- ----------. 1895. Two hundred weeds: how to know them and how to kill them. 21 pp.

- ----------. 1894. The Russian thistle, its history as a weed in the United States, with an account of the means available for its eradication. Ed. Gov. printing office. 26 pp.
- La abreviatura «L.H.Dewey» se emplea para indicar a Lyster Hoxie Dewey como autoridad en la descripción y clasificación científica de los vegetales.[1]